# Caruru
Caruru é a designação comum a certas plantas do gênero Amaranthus, da família das amarantáceas, algumas de folhas comestíveis, bastante utilizada em culinária. A maioria delas é invasora de plantações. É também conhecida como bredo em Pernambuco e na Bahia, onde é utilizado na culinária local, reservando-se o termo "caruru" a um prato que, geralmente, não leva esta planta nos seus ingredientes.

## Etimologia
Substantivo de etimologia tupi, caá-riru, a erva de comer, como define Câmara Cascudo. "Bredo" é originário do termo grego blíton através do termo latino blitu. "Caruru" vem do tupi kararu

## Descrição
Planta nativa das Américas, foi a primeira vez conhecido pelos europeus através dos Maias no México.
Atualmente, é considerado erva daninha em plantações por ser incrivelmente espontâneo e adaptado às condições climáticas brasileiras. É um ótimo indicador de qualidade do solo. Se for comparado com outras plantas indicadoras, ele indica terra boa, rica em potássio (K - além de 7% da CTC): milhã pode indicar terra desgastada e tiririca indica terra desestruturada e ácida.
Todas as partes do caruru são comestíveis. É um alimento rico em ferro, potássio, cálcio e vitaminas A, B1, B2 e C. Tendo funções medicinais como lactígeno, combate também infecções, problemas hepáticos, hidropsia e catarro da bexiga. As sementes podem ser ingeridas torradas ou em pães e outras receitas, e são conhecidas como amaranto.

## Lista de espécies
Algumas espécies de Amaranthus incluem:
- Amaranthus viridis L. (es): caruru-de-mancha, caruru-pequeno, caruru-de-porco, caruru, bredo, bredo-verdadeiro.
- Amaranthus hybridus L. (es): bredo-vermelho, caruru-bravo, caruru-roxo, chorão, crista-de-galo.
- Amaranthus spinosus L. (es): bredo, bredo-de-chifre, bredo-de-espinho, caruru-bravo, caruru-de-espinho, caruru.
- Amaranthus lividus L. (en): caruru-de-cuia.